# Djiboutifrankolijn
De djiboutifrankolijn (Pternistis ochropectus; synoniem: Francolinus ochropectus) is een vogel uit de familie fazantachtigen (Phasianidae). De wetenschappelijke naam van de soort is voor het eerst geldig gepubliceerd in 1952 door Dorst & Jouanin.

## Beschrijving
De djiboutifrankolijn is een vrij grote soort frankolijn met een lengte van 35 cm en een gewicht van gemiddeld 940 g. De vogel is overwegend grijsbruin met witte strepen, zowel van boven als op de buik en borst. Deze streping wordt fijner dichter rond de hals en bij kop. De kop zelf is egaal grijs met een iets van roodbruin. Het mannetje en het vrouwtje verschillen weinig, het vrouwtje is iets kleiner en heeft meer roodbruin op de staart. De snavel is zwart met wat geel op de ondersnavel en de poten zijn groenachtig geel.

## Voorkomen en leefgebied
De soort komt voor in Djibouti. Er zijn slecht twee locaties waar de vogel nog wordt waargenomen. In het Forêt du Day in het Godagebergte (een gebied van ongeveer 14-15 km²) en in het nabijgelegen Mablagebergte. Het leefgebied van dit hoen is tussen 1977 en 1983 met 50% afgenomen en het aantal individuen nam in deze periode af van 5600 naar 1500. In 1998 werd het aantal geschat op 500 tot 1000 exemplaren, in 2007 bijgesteld tot 612 tot 723 exemplaren. De populatie in het Mapblagebergte werd in een publicatie uit 2009 geschat op 108 exemplaren.
Door deze lage aantallen en het beperkte en bedreigde leefgebied heeft de djiboutifrankolijn op de Rode Lijst van de IUCN de status kritiek.